# Tréveray
Tréveray ist eine französische Gemeinde mit 550 Einwohnern (Stand 1. Januar 2022) im Département Meuse in der Region Grand Est (vor 2016 Lothringen). Sie gehört zum Arrondissement Commercy, zum Kanton Ligny-en-Barrois und zum Gemeindeverband Portes de Meuse.

## Geografie
Die Gemeinde Tréveray liegt am Fluss Ornain und dem hier parallel verlaufenden Rhein-Marne-Kanal, 27 Kilometer südöstlich von Bar-le-Duc. Umgeben wird Tréveray von den Nachbargemeinden Marson-sur-Barboure im Nordosten, Saint-Joire im Osten, Biencourt-sur-Orge im Süden, Hévilliers im Südwesten, Naix-aux-Forges im Westen sowie Saint-Amand-sur-Ornain im Nordwesten.

## Bevölkerungsentwicklung
| Jahr                       | 1962 | 1968 | 1975 | 1982 | 1990 | 1999 | 2005 | 2010 | 2019 |
| Einwohner                  | 1096 | 1034 | 1013 | 888  | 809  | 741  | 707  | 635  | 559  |
| Quellen: Cassini und INSEE |      |      |      |      |      |      |      |      |      |

## Sehenswürdigkeiten

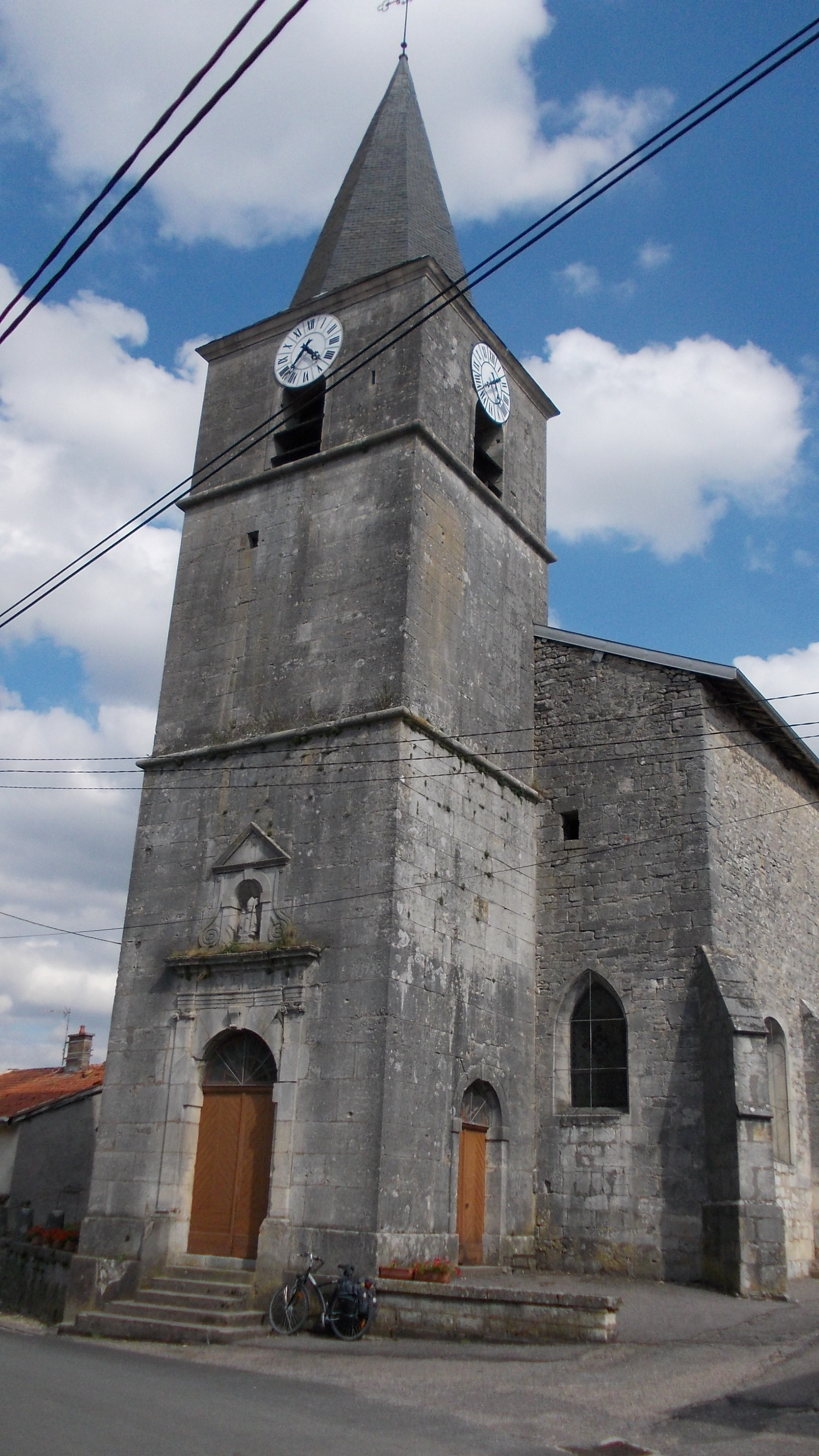
Kirche Saint-Hilaire
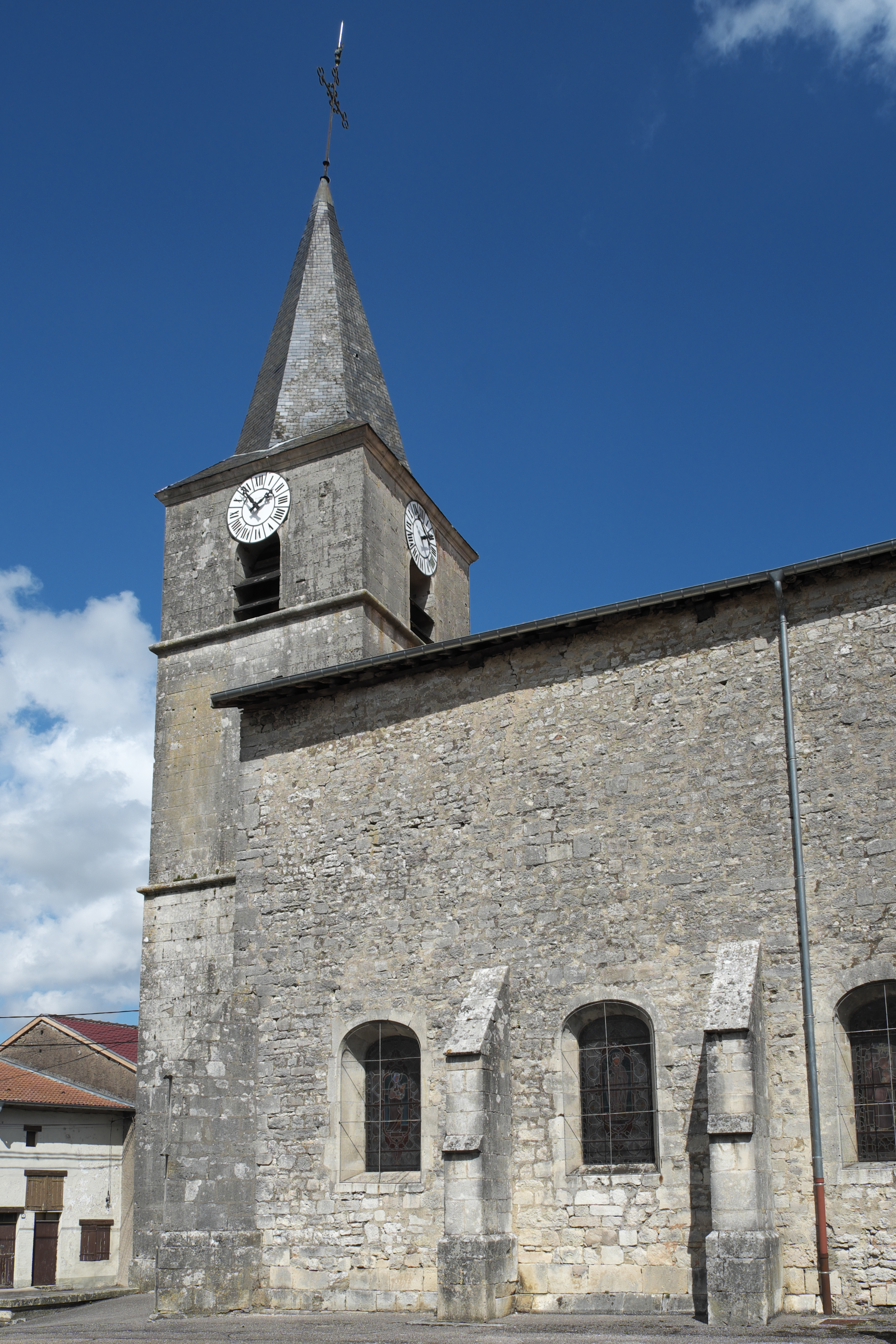
Kirche Saint-Hilaire (Seitenansicht)

- Kirche Saint-Hilaire
- Kirche Saint-Hilaire (Seitenansicht)